# 黄家和 (商人)
黄家和，BBS，MH（1950年—），香港商人。

## 生平
黄家和在1968年畢業於聖類斯中學中五年級。父親是香港主要咖啡批發商捷榮集團創辦人黃橋。黃家和自小已參予家族生意，並曾任捷榮集團行政總裁。在1993年自立門戶，創立金百加集團。
在2018年山竹風災過後，有政黨提出私人條例草案，建議政府立法「停工令」。香港餐飲聯業協會會長黃家和出席《城市論壇》時表示，「得閒過頭、冇野做，得閒就講立法」，並反對立法草案，並表示颱風翌日自己（開車）到公司只比平日多花半小時。
在2023年09月08日(星期五) 香港餐飲聯業協會會長黃家和深夜驅車返家途中，其座駕被水淹浸，無奈棄車逃生，涉水至港鐵站暫避，要待路面水退至可以回家。
任政协黑龙江省委员会委员、金百加集團主席、香港餐飲聯業協會會長、太平紳士、香港食品及飲品行業總會主席、品牌發展局主席。